# Villogorgia teretiflora
Villogorgia teretiflora är en korallart som beskrevs av Aurivillius 1931. Villogorgia teretiflora ingår i släktet Villogorgia och familjen Plexauridae. Inga underarter finns listade i Catalogue of Life.